# 謝勒美體鰻
謝勒美體鰻，又稱謝勒錐體糯鰻（學名：Ariosoma scheelei），為輻鰭魚綱鰻鱺目糯鰻科的其中一個種，由Pehr Hugo Strömman於1896年描述，最初屬於Leptocephalus屬，分布於印度太平洋區，從東非、南非至菲律賓、印尼、澳洲、所羅門群島、新喀里多尼亞、薩摩亞群島海域，深度9至55公尺，本魚體粗壯，尾鰭扁平，體色褐色至橄欖色﹐腹部顏色較淡, 中央的鰭有黑色的邊緣，背鰭軟條146-178枚、臀鰭軟條119- 135枚、脊椎骨146-148個，體長可達20公分，棲息在潟湖、珊瑚礁，為底棲性魚類，肉食性，生活習性不明。